# Tašlinskij rajon
Il Tašlinskij rajon (in russo Ташлинский район?) è un rajon dell'Oblast' di Orenburg, nella Russia europea. Istituito nel 1934, il capoluogo è Tašla.